# Elle King
Tanner Elle Schneider (Los Angeles, 3 de julho de 1989), conhecida profissionalmente como Elle King, é uma cantora, compositora e atriz norte-americana. Seu estilo musical é influenciado pelo country, rock e blues.
Ela assinou contrato com a gravadora RCA Records para lançar seu primeiro EP, The Elle King EP (2012); uma das faixas, "Playing for Keeps", tornou-se tema da série Mob Wives Chicago, do canal VH1.
Seu álbum de estreia, Love Stuff (2015), teve como destaque o single "Ex's & Oh's", que alcançou o top 10 da Billboard Hot 100 e foi indicado a dois prêmios Grammy. Em 2021, lançou o single "Drunk (And I Don't Wanna Go Home)", em parceria com Miranda Lambert, que também figurou entre os 40 mais da parada e antecedeu o lançamento de seu terceiro álbum, Come Get Your Wife (2023). Elle já se apresentou em turnês ao lado de artistas como Of Monsters and Men, Train, James Bay, The Chicks, Heart, Joan Jett, Michael Kiwanuka e Miranda Lambert.
Ela é filha do ator e comediante Rob Schneider e da ex-modelo London King. Adotou o sobrenome da mãe para construir sua carreira de forma independente e destacar sua própria identidade artística, afirmando em entrevista à ABC News: "Acho que minha voz e minha música falam por si: sou uma pessoa independente."
Elle King já foi indicada quatro vezes ao Grammy, com duas indicações nas categorias de rock e duas nas de country, além de ter sido reconhecida pela Country Music Association Awards e pela Academy of Country Music Awards.

## Biografia

### Infância e adolescência

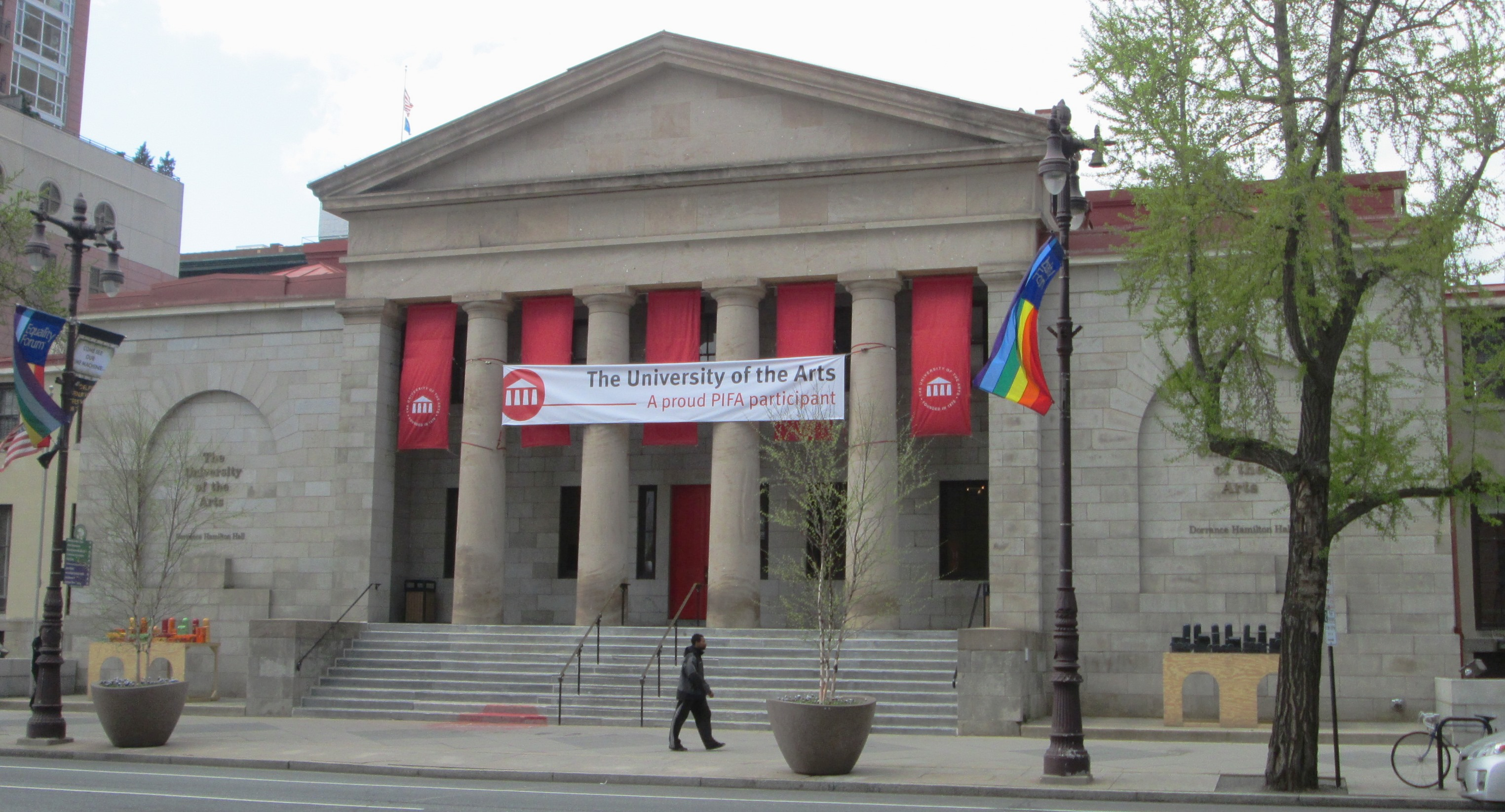
Universidade de Artes da Filadélfia, onde Elle King se formou.

Elle nasceu na cidade de Los Angeles, Califórnia, Estados Unidos. Filha da ex-modelo London King e do ex-integrante do elenco do programa Saturday Night Live e ator Rob Schneider. Seus pais se divorciaram e sua mãe casou-se novamente. Ela cresceu vivendo no sul do estado de Ohio, entre as cidades de Wellston e Columbus. Aos nove anos de idade, seu padrasto, Justin Tesa, deu-lhe de presente um disco da banda feminina de hard rock The Donnas; ela encara este como o momento crucial que norteou sua vontade de se tornar musicista. Nesse mesmo tempo, Elle começou a ouvir outras bandas como The Runaways e Blondie, e fez sua estreia cinematográfica no filme Deuce Bigalow: Male Gigolo, estrelado pelo seu pai. Três anos depois, aos onze anos de idade, Elle começou a tocar violão e envolver-se com a música de artistas como Otis Redding, the Yeah Yeah Yeahs, Etta James, Aretha Franklin, Al Green, Hank Williams, Johnny Cash, AC/DC (ela possui o logo da banda tatuado em seu braço), e Earl Scruggs. Seu interesse pela música country e bluegrass de Hank Williams e Earl Scruggs a inspirou a aprender a tocar banjo. Durante sua adolescência, ela participou do acampamento artístico de Buck's Rock, em Connecticut, onde estrelou com sucesso um grande número de musicais. Elle toca violão e banjo.
Elle viveu na cidade de Nova Iorque durante a sua adolescência, mas também morou em Los Angeles, na Filadélfia, e em Copenhague, capital da Dinamarca. Após se graduar na Elisabeth Irwin High School, ela se mudou para a Filadélfia, a fim de matricular-se na Universidade de Artes da Filadélfia, assim estudando pintura e cinema. Durante os anos em que passou na faculdade, Elle teve uma epifania artística ao assistir uma apresentação ao vivo de uma banda, utilizando-se de um banjo para acompanhamento de sua canção. Após esta experiência, Elle passou a usar o banjo para auxiliar suas composições. Após se formar, morou brevemente em Copenhague e Los Angeles, até se mudar novamente para Nova Iorque, onde reside atualmente no Brooklyn.

## Carreira

### 1999–2013: Filmes eThe Elle King EP
Em 1999, Elle estrelou o filme Deuce Bigalow: Male Gigolo. Em 2005, quando a cantora tinha apenas dezesseis anos de idade, a mesma começou a se apresentar por diversos clubes noturnos por toda Nova Iorque, com o auxílio de um falso documento de identidade. Elle aprimorou suas composições e apresentações ao vivo com base na sua imersão na cultura local. Só então Elle assinou contrato com o diretor da RCA Records, Peter Edge. Seu single de estreia, "Good to Be a Man", foi lançado em 13 de março de 2012 e disponibilizado para download e também em vinil. Em 12 de junho de 2012, o primeiro extended play de inéditas da cantora, o The Elle King EP, foi lançado contando com quatro faixas. A gravação do extended play deu-se em Nova Iorque, com o apoio de Andy Baldwin e Chris DeStefano, além da própria Elle King. A canção que abre o EP, "Playing for Keeps" foi usada como canção tema do seriado Mob Wives Chicago, que estreou em junho de 2012 no canal televisivo norte-americano VH1. Por conta do reconhecimento advindo da canção, Elle foi então listada como uma "Artista para se Assitir em 2012" pelas revistas Esquire Magazine e Refinery 29, e também apresentou-se na televisão nos programas VH1 Big Morning Buzz Live e o Late Show with David Letterman. Nesse meio tempo, Elle lançou-se em turnê com artistas como Of Monsters and Men, Train e Michael Kiwanuka, além de ter se encarregado dos concertos de abertura para artistas como Dashboard Confessional, Dropkick Murphys, Dry the River, James Bay e Ed Sheeran.

### 2014-2016:Love Stuff
Em setembro de 2014, Elle King lançou a canção "Ex's & Oh's", que viria a ser o primeiro single de seu álbum de estreia. O álbum Love Stuff, por sua vez, foi lançado em 17 de fevereiro de 2015. Ela apresentou a canção ao vivo pela primeira vez no programa norte-americano The Today Show, um dia após o lançamento do álbum, com o intuito de promover a canção. "Ex's & Oh's" alcançou enorme sucesso, dando a Elle King sua primeira canção no Top 10 da principal parada norte-americana de singles, a Billboard Hot 100. Porém, os feitos da canção não pararam por aí, Elle também recebeu sua primeira indicação ao Grammy, nas categorias Best Rock Performance e Best Rock Song. Em julho de 2015, Elle saiu em turnê com a banda Modest Mouse pelo Reino Unido. Após isso, as canções "Under the Influence" e "America's Sweetheart" foram lançadas como single para as rádios rock e convencionais, respectivamente.
Em 2016, a canção "Good Girls", composta e interpretada por Elle, foi incluída na trilha sonora oficial do remake de Ghostbusters, lançado também no mesmo ano. A canção também é tocada durante todos os créditos finais do filme. Neste mesmo ano, Elle juntou-se ao cantor Dierks Bentley no dueto "Different for Girls", que foi amplamente recebido pela crítica, resultando em uma vitória na premiação Country Music Association Awards e uma indicação ao Grammy Awards.

### 2017-presente: segundo álbum de estúdio
Em fevereiro de 2017, Elle King anunciou por intermédio de seu perfil oficial no Instagram que estaria trabalhando em seu segundo álbum de estúdio, sucessor do aclamado Love Stuff, de 2014. As gravações se realizaram no estúdio Redwood Studio, localizado na cidade de Denton, no Texas.
Em 6 de março de 2017, Elle divulgou a faixa "Wild Love", que serviu como canção-propaganda da nova campanha de Estee Lauder.

## Vida pessoal
Filha de pais famosos, Elle foi criada pela mãe após o divórcio precoce de seus genitores. Porém, isso não impediu Elle de passar suas férias de verão ao lado do comediante Rob Schneider, seu pai. Elle é amiga das musicistas Courtney Love e Frances Bean Cobain, ex-mulher e filha, respectivamente, do roqueiro Kurt Cobain.
Elle King namora o britânico Andrew "Fergie" Ferguson desde 2013, quando o conheceu durante uma turnê na cidade de São Francisco. Em fevereiro de 2016, a cantora publicou em seu perfil oficial na rede social Instagram, uma imagem confirmando o noivado com o britânico.

## Discografia
Álbuns de estúdio
- Love Stuff (2015)

## Filmografia
| Ano  | Título                           | Papel                             | Notas        |
| ---- | -------------------------------- | --------------------------------- | ------------ |
| 1999 | Deuce Bigalow: Male Gigolo       | Garotinha escoteira dos biscoitos |              |
| 2006 | The Benchwarmers                 | Carol                             |              |
| 2009 | Wild Cherry                      | Sabrina                           |              |
| 2010 | Legends of La La                 | Ela mesma                         | Documentário |
| 2015 | The Last Playlist                | Ela mesma                         | Documentário |
| 2020 | Love, Weddings & Other Disasters | Jordan                            |              |

## Turnês
Como atração principal
- Love Stuff Tour (2015–presente)

Como ato de abertura
- Dashboard Confessional – The Swiss Army Romance (2010)
- Of Monsters and Men – My Head Is an Animal Tour (2011)
- Train – California 37 Tour (2012)
- Michael Kiwanuka – Home Again Tour (2012)
- Dropkick Murphys – Signed and Sealed in Blood Tour (2013)
- Ed Sheeran – + Tour (2013)
- Dry the River – Alarms in the Heart Tour (2014)
- James Bay – Chaos and the Calm Tour (2015)
- Modest Mouse – Strangers to Ourselves Tour (2015)
- Dixie Chicks – DCX MMXVI World Tour (2016)

## Prêmios e indicações
| Ano  | Prêmio                   | Categoria                                      | Trabalho               | Resultado | Ref.   |
| ---- | ------------------------ | ---------------------------------------------- | ---------------------- | --------- | ------ |
| 2016 | Grammy Awards            | Melhor Performance de Rock                     | "Ex's & Oh's"          | Indicado  | [ 20 ] |
| 2016 | Grammy Awards            | Melhor Canção de Rock                          | "Ex's & Oh's"          | Indicado  | [ 20 ] |
| 2016 | iHeartRadio Music Awards | Canção de Rock Alternativo do Ano              | "Ex's & Oh's"          | Indicado  | [ 21 ] |
| 2016 | Teen Choice Awards       | Melhor Canção de Rock                          | "America's Sweetheart" | Indicado  | [ 22 ] |
| 2016 | CMA Awards               | Performance Vocal do Ano (com Dierks Bentley)  | "Different for Girls"  | Venceu    | [ 23 ] |
| 2017 | Grammy Awards            | Melhor Performance de Country (Dupla ou Grupo) | "Different for Girls"  | Pendente  | [ 20 ] |